# Laurent Estoppey
Pour les articles homonymes, voir Estoppey.
Laurent Estoppey, né le 16 février 1970 à Vevey, est un musicien, saxophoniste, enseignant, directeur de conservatoire et compositeur vaudois.

## Biographie
Il effectue ses études musicales au Conservatoire de Lausanne, où il obtient un diplôme d'enseignement en 1991, un premier prix avec félicitations en 1993 suivie d'une licence de concert en 1994.
Dès la fin de ses études, Laurent Estoppey choisit de se tourner presque exclusivement vers les musiques actuelles, écrites ou improvisées. De ce fait, il collabore avec de nombreux compositeurs suisses et étrangers et a créé à ce jour une centaine d’œuvres. Ses rencontres autour de la musique improvisée l'amènent à jouer aux côtés de musiciens comme Malcolm Braff, Pierre Audétat, Jacques Demierre, Urs Leimgruber, Matthieu Michel, Antoine Auberson, D’incise, Dragos Tara.
Par ailleurs, Laurent Estoppey crée plusieurs formations de musique de chambre: outre le duo Dilemme, avec la pianiste tessinoise Myriam Migani, il fonde le duo ST15 avec la pianiste Virginie Falquet, le duo Degré21 avec le guitariste Antonio Albanese, le duo 1+1 avec Anne Gillot aux flûtes à bec, le quatuor de saxophones 4TENORS ou encore l'orchestre CH.AU, situé à Vevey et qui s'inspire de la musique pop et rock. Par ailleurs, il est membre de l’ensemBle baBel. Laurent Estoppey crée aussi les ensembles de musique improvisée : HipNoiz51, Guez Trio, YET trio, entre autres nombreuses collaborations. Par ailleurs, il collabore avec de nombreux orchestres classiques parmi lesquels l’Orchestre de la Suisse Romande, l’Orchestre de Chambre de Lausanne, Staatskapelle Weimar, Ensemble Symphonique de Neuchâtel ainsi qu'avec les ensembles Contrechamps et NEC. Pédagogue, Laurent Estoppey enseigne également le saxophone à l’école de musique de la ville de Lausanne de 1987 à 1990 et en devient le directeur de 2001 à 2004. 
Il enseigne aussi au conservatoire de Morges durant dix ans (1991-2001), au Conservatoire de la Suisse italienne (2001-2003) ainsi qu'au Conservatoire neuchâtelois (2000-2010). Également compositeur, il s’exprime par le biais de la vidéo (dont des collaborations avec Olivier Saudan), au travers de mises en scène et installations sonores, mais aussi par l'écriture d'œuvres pour saxophone. Parmi ces dernières, citons Celle-ci et pas une autre, solo pédagogique, publié par les éditions Difem, 2009, Le carnaval des animaux, composé en 2012 à l'intention du quatuor Marquis de Saxe, ou encore NFM pour ensemble de saxophones, 2013. Sa discographie compte à ce jour une quinzaine d’enregistrements, et Laurent Estoppey collabore fréquemment avec la Radio Suisse Romande Espace2. Il est également artiste de référence du facteur de saxophones italien Rampone-Cazzani et partage sa vie depuis 2010 entre la Suisse et les États-Unis. Laurent Estoppey a reçu en 1992-1994 la bourse de la fondation Ernst Göhner et en 1997 celle de la Fondation Leenaards. Il a été primé au concours Léopold Bellan à Paris (1er prix, 1992), au concours International Jules de Vries, (Arvika, Suède, 1992), au concours national de Riddes (1er prix, 1992), ainsi qu'en 2000 au concours Nicati (3e prix).

## Sources
- « Laurent Estoppey », sur la base de données des personnalités vaudoises sur la plateforme « Patrinum » de la Bibliothèque cantonale et universitaire de Lausanne.
- Senff, Boris, "Le hip-hop sort de sa cage", 24 Heures, 2008/01/25, p. 28
- Cerf, Tristan, "Six créations rendent son souffle au saxophone", Le Temps, 2000/02/11
- Caspary, "Pop de chambre", 24 Heures, 2008/01/09, p. 34
- Weber, Sandra, "Sept brunchs déclinés en épisodes musicaux", 24 Heures, 2006/10/26
- Senff, Boris, "Les notes de lecture d'un musicien", 24 Heures, 2006/11/17, p. 12.